# Grapissar de Masia Blanca
Grapissar de Masia Blanca este o arie protejată (arie specială de conservare — SAC, sit de importanță comunitară — SCI) din Spania întinsă pe o suprafață de 445,08 ha, integral marine.

## Localizare
Centrul sitului Grapissar de Masia Blanca este situat la coordonatele 41°10′09″N 1°30′41″E / 41.1692°N 1.5114°E.

## Înființare
Situl Grapissar de Masia Blanca a fost declarat sit de importanță comunitară în septembrie 2006 pentru a proteja 11 specii de animale. Situl a fost protejat și ca arie specială de conservare în noiembrie 2014.

## Biodiversitate
Situată în ecoregiunea marină mediteraneană, aria protejată conține 2 habitate naturale: Straturi cu Posidonia (Posidonion oceanicae), Recifuri.
La baza desemnării sitului se află mai multe specii protejate de  păsări (11): alca (Alca torda), rață mare (Anas platyrhynchos), Calonectris diomedea, Certhia brachydactyla, porumbel gulerat (Columba palumbus), vânturel roșu (Falco tinnunculus), Larus michahellis, pescăruș râzător (Larus ridibundus), Phalacrocorax carbo sinensis, corcodel mic (Tachybaptus ruficollis), chiră de mare (Thalasseus sandvicensis).
Pe lângă speciile protejate, pe teritoriul sitului au mai fost identificate 2 specii de amfibieni, 1 specie de mamifere.